# 발언 막대기

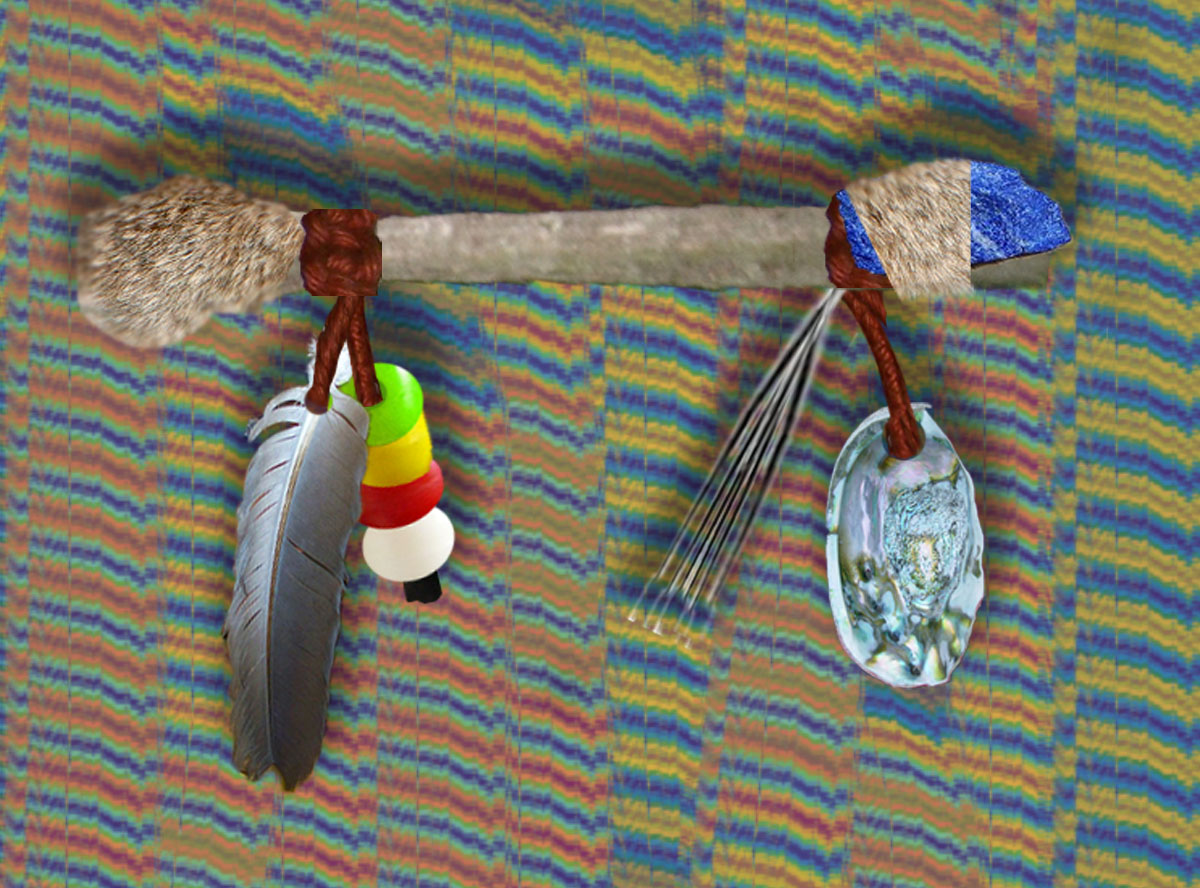
발언 막대기

발언 막대기(Talking stick)는 아메리카 원주민 이로코이족이 회의때 사용하는 1.5m 길이의 막대기이다. 지팡이를 가진 사람이 발언하는 동안 그 누구도 끼어들 수 없다. 발언자는 자신의 뜻을 모든 사람이 정확하게 이해했는지 확인 후 다음 사람에게 지팡이를 넘겨준다. 이로 인하여 부정적인 감정과 논쟁은 발생하지 않는다.

## 같이 보기
- 왕홀